# Стара гимназия (Кукуш)
Старата гимназия (на гръцки: Παλιό Γυμνάσιο) е училищна сграда в град Кукуш, Гърция, обявена за паметник на културата. В сградата от 2010 година е разположен Кукушкият етнографски музей.
Сградата е построена в края на XIX век от българската община в града за начално училище. Сградата пострадва силно през Междусъюзническата война през юни 1913 година, когато в Битката при Кукуш целият град е опожарен от гръцката армия. В 1923 година сградата е възстановена и отново се използва като училище – девическа гимназия до 1980 година. Това е една от малкото запазени неокласически сгради в града.
В 1995 година сградата е обявена за паметник на културата, като „забележителен пример за училищна сграда, важна за изучаването на историята на архитектурата“.